# Bakinci
Bakinci (cyr. Бакинци) – wieś w Bośni i Hercegowinie, w Republice Serbskiej, w gminie Laktaši. W 2013 roku liczyła 489 mieszkańców.